# Rio Jacuí (alto Paraíba do Sul)
O rio Jacuí é um rio que banha o Estado de São Paulo, no Brasil. Nasce no bairro do Taboão, em Cunha e desagua no rio Paraitinga, que, por sua vez, segue para a cidade de Paraibuna, onde junta-se com o rio Paraibuna, formando o rio Paraíba do Sul, que, enfim, segue para o Estado do Rio de Janeiro, vindo a desaguar no Oceano Atlântico. 

## O significado de Jacuí
"Jacuí" vem do tupi antigo îaku'y, que significa "rio dos jacus" (îaku, jacu e 'y, rio).

## Nascente

Mapa do percurso do rio Jacuí

Nasce no município de Cunha, no Bairro do Taboão (coordenadas: latitude 23º12'45" Sul e longitude 44º53'02 Oeste), perto da nascente do rio Paraibuna e bem próximo à divisa do Estado do Rio de Janeiro.

## Percurso
Da nascente, segue em direção norte (0º) do Estado, atravessando a rodovia SP-171. Passa pela cidade de Cunha, desvia para sudoeste (240º), cruza novamente com a rodovia SP-171 e segue para o limite de município com Lagoinha. Seu trajeto é de cerca 59 quilômetros da nascente à foz.

## Quedas
Pelo rio Jacuí, encontra-se algumas corredeiras e três cachoeiras:
- Cachoeira do Mato limpo
- Cachoeira do Pimenta
- Cachoeira do Desterro

## Afluentes
Alguns córregos e ribeirões locais.

## Municípios banhados
O rio atravessa Cunha e segue até o limite de município com Lagoinha.

## Foz
Próximo ao limite de município com Lagoinha, o rio Jacuí forma um pequeno delta, desaguando no rio Paraitinga (coordenadas: latitude 23º07'01" Sul e longitude 45º07'53" Oeste), na cidade de Lagoinha. As águas que foram do Jacuí, a partir do Paraitinga, seguem para cidade de Paraibuna, onde suas águas se juntam com as do rio Paraibuna e formam o rio Paraíba do Sul e, daí seguem para a divisa de São Paulo com o Rio de Janeiro. Por sequência, atravessa esse estado e desagua no Oceano Atlântico.